# Johann von Heppenheim genannt vom Saal

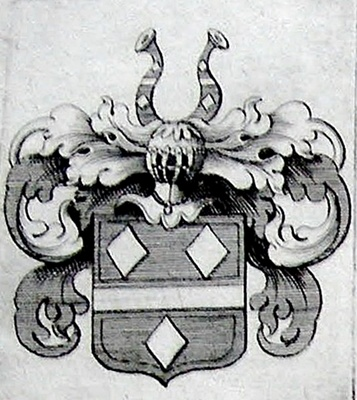
Familienwappen Heppenheim genannt vom Saal

Johann von Heppenheim genannt vom Saal (* 1609; † 3. Februar 1672; in Mainz) war ein adeliger Domherr im Erzbistum Mainz, im Bistum Worms und im Bistum Würzburg, sowie Kanzler der Universität Heidelberg.

## Herkunft und Familie
Er entstammte dem Uradelsgeschlecht der Herren von Heppenheim genannt vom Saal und war der Sohn des Gottfried von Heppenheim genannt vom Saal und seiner Gattin Agatha Lerch von Dirmstein (Schwester des Caspar IV. Lerch und der Äbtissin Anna Lerch von Dirmstein, welche 1632 die Hildegardisreliquien vor der Vernichtung bewahrte). Die Familie lebte vornehmlich auf ihrem Schloss in Gau-Heppenheim. Mit seinem Bruder Georg Anton von Heppenheim genannt vom Saal († 1684), fürstbischöflich würzburgischer Offizier und Amtmann, starb das Geschlecht im Mannesstamm aus. Er war verheiratet mit Anna Franziska Faust von Stromberg († 1668), Schwester des Würzburger Dompropstes Franz Ludwig Faust von Stromberg (1605–1673).
Beider Großtante, Anna von Heppenheim genannt vom Saal. hatte Philipp Erwein von der Leyen († 1593) geheiratet; deren Tochter Maria Barbara von der Leyen († 1631) ehelichte Georg von Schönborn († 1613). Letztere sind die Eltern des Mainzer Kurfürsten Johann Philipp von Schönborn, die Großeltern von Kurfürst Lothar Franz von Schönborn, sowie die Urgroßeltern der vier Fürstbischöfe Johann Philipp Franz von Schönborn (Würzburg), Friedrich Karl von Schönborn (Würzburg und Bamberg), Franz Georg von Schönborn (Trier und Worms) bzw. Damian Hugo Philipp von Schönborn-Buchheim (Speyer). Durch sie ging das Wappen der Heppenheim genannt vom Saal in das Schönbornsche Familienwappen über und ziert deshalb auch die vielen von diesen Bischöfen gebauten Kirchen und Schlösser.

## Leben
Johann schlug die geistliche Laufbahn ein. In den Domkapitelprotokollen von Worms erscheint er ab 1617, 1619–1626 war er zum Studium freigestellt, als Domherr wird er ab 1641 genannt, 1654 wählte man ihn zum dortigen Dompropst. In Würzburg war Johann von Heppenheim genannt vom Saal 1622 Domizellar und 1627 Domkapitular geworden, schließlich wurde er 1653 zum Propst des Würzburger Stiftes Neumünster gewählt. In Mainz kam er 1636 ins Domkapitel, 1648 wurde er Statthalter, 1653 Domdechant und 1668 Dompropst; hier hielt er sich überwiegend auf. Für Georg Anton und den Bruder Johann von Heppenheim genannt vom Saal sind zudem Studienaufenthalte in Freiburg (1630) und Perugia (1634) belegt.

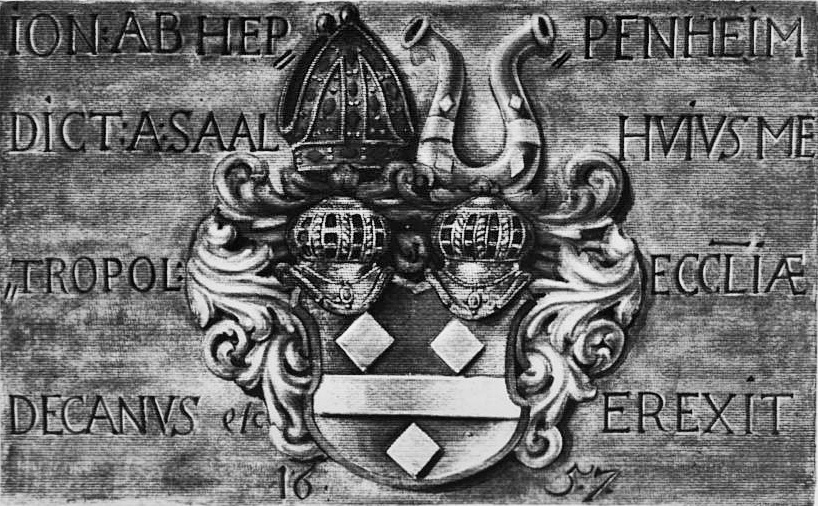
Wappenstein, Mainzer Dom (heutige Sakramentskapelle)

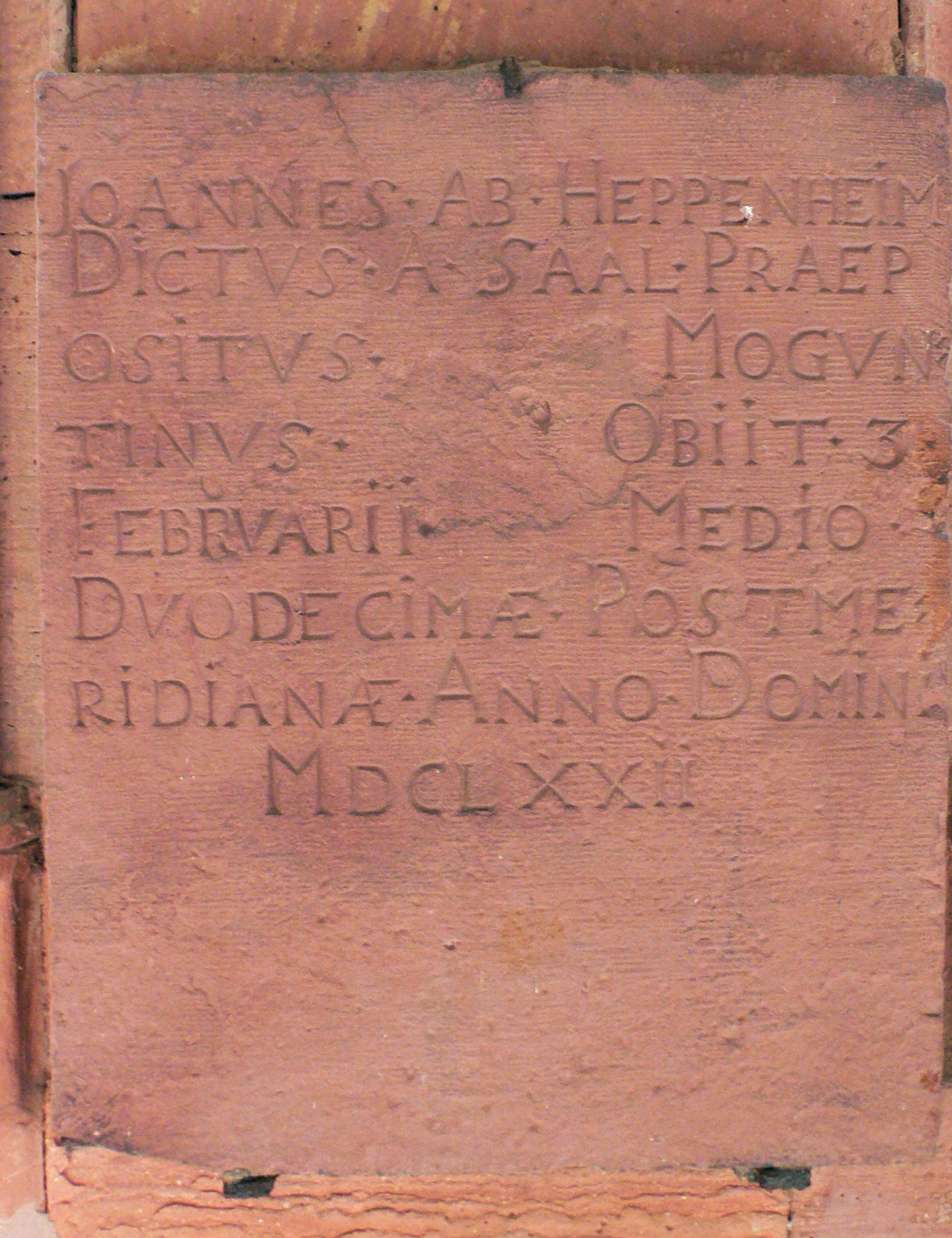
Epitaphplatte im Kreuzgang des Mainzer Domes

Als Dompropst von Worms fiel ihm auch das Amt des Kanzlers der Universität Heidelberg zu. An der Heidelberger Universität verteidigte er die althergebrachten Rechte des Wormser Dompropstes als Hochschulkanzler, gegen die reformatorisch geprägte Kurpfalz.
Johann von Heppenheim genannt vom Saal und sein Großcousin Kurfürst Johann Philipp von Schönborn waren 1660 die Gründer des katholischen Priesterseminars Mainz und seine Buchbestände bildeten den Grundstock zur dortigen Martinus-Bibliothek. 1665 erwarb er den Mainzer Hof zum Homberg und gründete darin das erste Waisenhaus der Stadt und des Erzstiftes. In Erfurt und Würzburg gehörte er ebenfalls zu den Mitgründern der Waisenhäuser.
In Würzburg und Mainz unterstützte Johann von Heppenheim genannt vom Saal den Klerusreformer Bartholomäus Holzhauser und seine Gemeinschaft der Bartholomiten.
Er zeigte sich auch naturwissenschaftlich sehr interessiert, besaß entsprechende Laboratorien in Frankfurt sowie Würzburg und war Mitbesitzer eines Bergwerks im Taunus. Im Pestjahr 1666 verblieb der Domdekan als einer der ganz wenigen Würdenträger und als Vertreter des nach Würzburg ausgewichenen Kurfürsten in Mainz, nahm den Kampf gegen die Seuche auf und bekämpfte sie durch gezielte Maßnahmen.
Johann von Heppenheim genannt vom Saal litt stark an Podagra (Gicht) und starb 1672. Er wurde in der ehem. Barbara-Kapelle (heutige Sakramentskapelle) des Mainzer Domes beigesetzt. Dort befindet sich sein Wappenstein neben dem von ihm 1657 gestifteten Altar. Im Kreuzgang des Domes existiert zudem eine einfache Steinplatte mit Gedenkinschrift an seinen Tod. Ein weiterer Wappenstein, ähnlich dem im Mainzer Dom, ist im Gebäude des ehemaligen Kapuzinerklosters Bensheim erhalten.
Der Gau-Heppenheimer Lokalhistoriker Rolf Konrad Becker hat eingehend zur Person des Domdekans geforscht, besitzt eine große Materialsammlung und hielt 2014 in Mainz einen Vortrag über ihn.